# Gong Myung
Kim Dong-hyun (en hangul, 김동현) mejor conocido artísticamente como Gong Myung (hangul: 공명), es un actor y cantante surcoreano.

## Biografía
Su hermano menor es el cantante Doyoung miembro de la banda NCT.
En noviembre de 2021 se anunció que iniciaría su servicio militar obligatorio como un trabajador de servicio público el 14 de diciembre del mismo año.

## Carrera
El 1 de abril del 2020 se anunció que se había unido a la agencia "Saram Entertainment". Previamente fue miembro de la agencia Fantagio, hasta el 31 de marzo de 2020, después de que decidiera no renovar su contrato con ellos.
Ha aparecido en sesiones fotográficas para "Cosmopolitan", entre otras publicaciones.
De 2013 hasta el 31 de marzo de 2020 formó parte del grupo musical 5urprise junto a Seo Kang-joon, Kang Tae-oh, Yoo Il y Lee Tae-hwan. Ese mismo año hizo su debut en la serie de televisión After School: Lucky or Not junto a los miembros de 5urprise.
En 2015 apareció en una sesión fotográfica para Céci junto a Seo Kang-joon.
En 2017 participó en el programa Law of the Jungle in Kota Manado donde participó junto a Kim Byung-man, Jin, Yoon Da-hoon, Sol Bi, Sleepy y Cheng Xiao. También participó en una sesión de fotos para Marie Claire.El 3 de julio del mismo año se unió al elenco principal de la nueva serie The Bride of Habaek, donde dio vida al travieso y buscador de problemas dios Bi-ryum, quien está enamorado de la diosa Moo-ra (Krystal Jung), hasta el final de la serie el 22 de agosto del mismo año. También en 2017 se unió al elenco principal de la serie Individualist Ms. Ji-young, donde interpretó a Park Byeok-soo. El 14 de octubre del mismo año se unió al elenco principal de la serie de comedia romántica Amor revolucionario (también conocida como "Revolutionary Love") donde interpretó a Kwon Jae Hoon, el jefe de sección de Kangsoo Group, encargado de controlar y ayudar al hijo de los propietarios, hasta el final de la serie el 3 de diciembre del mismo año.
En marzo de 2018 se anunció que se había unido al elenco de la película Extreme Job, donde da vida al entusiasta Jae Hoon, el miembro más joven del equipo de detectives del escuadrón antigrogas.En agosto del mismo año se anunció que se había unido al elenco del drama especial The Essence of Happiness, donde da vida a Jin Soo, un hombre que trabaja para superar los factores estresantes cotidianos con 12 pequeñas fuentes de felicidad.El 7 de noviembre del mismo año se unió al elenco principal de la serie Feel Good to Die (también conocida como "Even If I Die"), donde interpretó a Kang Jun-ho, el Jefe del departamento de mercadeo y el empleado más popular de la empresa, El drama estará basado en el webtoon del mismo nombre "Happy If You Died".En diciembre del mismo año se anunció que se había unido al elenco de la película Courtesan Bachelor (también conocida como "Gibang Bachelor") donde da vida a Yoo Sang, un atractivo aristócrata cuyo corazón late solo por Hae Won.
Al 9 de agosto del 2019 se unió al elenco principal de la serie Be Melodramatic (también conocido como "Melo is My Nature") donde interpretó a Chu Jae-hoon, un empleado de una compañía de producción dramática, hasta el final de la serie el 28 de septiembre del mismo año.En junio del mismo año se anunció que se había unido al elenco de la película Puppy, mientras que las filmaciones comenzarán a mitad de año.
En 2020 se unió al elenco del filme musical y de comedia Romance asesino, que tras un rodaje complicado por los efectos de la pandemia de Covid-19 se estrenó ya en 2023.En septiembre del mismo año se anunció que se había unido al elenco de la película Citizen Deok Hee, donde da vida a Jae Min.El 30 de agosto del mismo año se unió al elenco principal de la serie Lovers of the Red Sky (también conocida como "Hong Chun Gi"), donde interpretó al Príncipe Anpyeong, un joven que parece ser un romántico de espíritu libre pero que en realidad esconde una profunda soledad, hasta el final de la serie el 26 de octubre del miso año.

## Filmografía

### Series de televisión
| Año     | Título                        | Personaje            | Notas                   | Ref.                 |
| ------- | ----------------------------- | -------------------- | ----------------------- | -------------------- |
| 2013    | After School: Lucky or Not    | -                    | Serie web               |                      |
| 2013    | Infinite Power                | Han Soo-dong         | Serie web               |                      |
| 2015    | Splendid Politics             | Ja Gyung             |                         |                      |
| 2015-16 | Beautiful You                 | Cha Tae-woo          |                         |                      |
| 2016    | Mystery Freshman              | Lee Min-sung         |                         |                      |
| 2016    | Entertainer                   | Kyle / Lee Bang-geul |                         |                      |
| 2016    | Drinking Solo                 | Jin Gong-myung       |                         |                      |
| 2017    | Individualist Ms. Ji-young''  | Park Byeok-soo       | 2 episodios             | [ 22 ]               |
| 2017    | The Bride of Habaek           | Bi-ryum              | 15 episodios            |                      |
| 2017    | Brain, Your Choice of Romance | L                    | Serie web, 10 episodios |                      |
| 2017    | Amor revolucionario           | Kwon Jae-hoon        | 16 episodios            |                      |
| 2018    | The Essence of Happiness      | Jin Soo              | 2 episodios             |                      |
| 2018    | Feel Good to Die              | Kang Jun-ho          | 32 episodios            |                      |
| 2019    | Be Melodramatic               | Chu Jae-hoon         | 16 episodios            |                      |
| 2021    | Lovers of the Red Sky         | Príncipe Anpyeong    | 15 episodios            | [ 42 ] [ 43 ] [ 44 ] |
| 2025    | Way Back Love                 | Kim Ram-woo          | Serie web               | [ 45 ] [ 46 ]        |
| 2025    | Otro brindis para el amor     | Seo Eui-jun          | 12 episodios            | [ 47 ] [ 48 ]        |
| 2025    | Sin piedad para nadie         | Goo Joon-mo          | Serie web, 4 episodios  | [ 49 ] [ 50 ]        |

### Películas
| Año  | Título                   | Personaje           | Notas                                                                                                 | Ref.          |
| ---- | ------------------------ | ------------------- | --- | ------------- |
| 2013 | Ice River                | Seon-jae            | Cortometraje                                                                                          |               |
| 2014 | Futureless Things        | Ki-cheol            | Junto a Ahn Jae-min, Byeon Joon-seok, Choi Seok-joon, Shin Jae-ha, Jung Hye-in y Kang Bong-seong      |               |
| 2014 | Un monstruo en mi puerta | Oficial Kwon Son-oh | Junto a Bae Doona, Kim Sae-ron y Song Sae-byeok                                                       |               |
| 2016 | Su saek                  | Sang-woo            | Junto a Lee Jin-sung, Lee Tae-hwan, Maeng Se-chang, Na Ki-chan y Kim Si-eun                           |               |
| 2019 | Extreme Job              | Jae Hoon            | Junto a Honey Lee, Ryu Seung-ryong, Lee Dong-hwi, Jin Seon-kyu y Jung Jae-kwang                       |               |
| 2019 | Homme Fatale             | Yoo Sang            | Junto a Junho, Jung So-min, Choi Gwi-hwa, Ye Ji-won, Lee Il-hwa y Shin Eun-soo                        |               |
| 2019 | Puppy                    | -                   | Junto a Choi Woo-shik                                                                                 |               |
| 2020 | Recipe For Happiness     | Nam Goong Jin Soo   | Junto a Park So-jin, Ji Gun-woo, Ji Il-joo y Lee Chung-ah                                             |               |
| 2020 | 6/45                     | -                   | Junto a Lee Yi-kyung                                                                                  |               |
| 2022 | Hansan: Rising Dragon    | Yi Eokgi            | Junto a Park Hae-il, Byun Yo-han, Ok Taec-yeon, Son Hyun-joo, Kim Sung-kyu, Ahn Sung-ki y Jo Jae-yoon |               |
| 2022 | 20th Century Girl        | -                   | Junto a Kim Yoo-jung, Byeon Woo-seok y Park Jung-woo - (aparición especial)                           | [ 51 ]        |
| 2023 | Romance asesino          | Kim Beom-woo        | Junto a Lee Ha-nui y Lee Sun-kyun                                                                     | [ 52 ]        |
| 2024 | Citizen of a Kind        | Kwon Jae-min        | Junto a Ra Mi-ran, Park Byung-eun, Yeom Hye-ran, Lee Moo-saeng, Jin Hee-kyung y Sung Hyuk             | [ 53 ] [ 54 ] |

### Programas de variedades
| Año     | Programa                         | Notas                                             | Ref.          |
| ------- | -------------------------------- | ------------------------------------------------- | ------------- |
| 2014    | Roommate                         | Ep. 14 - Junto a 5urprise - invitado              |               |
| 2016    | Hello Counselor                  | Ep. 284 - invitado                                |               |
| 2016    | My Ear's Candy                   | 2 episodios - (Ep. 11-12) - Junto a Jung Hye-sung | [ 55 ]        |
| 2016-17 | We Got Married                   | Ep. 351-372 - miembro - Junto a Jung Hye-sung     |               |
| 2017    | Law of the Jungle in Kota Manado | Ep. 247 - 251 - miembro                           | [ 56 ] [ 57 ] |
| 2017    | Song Ji-hyo's Beauty View        | Copresentador - Junto a Song Ji-hyo               | [ 58 ]        |
| 2017    | Life Bar                         | Ep. 40 - invitado - Junto a Siwon                 | [ 59 ] [ 60 ] |
| 2018    | Busted!                          | Ep. 4 - invitado - Junto a 5urprise               | [ 61 ] [ 62 ] |
| 2019    | Running Man                      | Ep. 435 - invitado                                | [ 63 ]        |
| 2021    | Point of Omniscient Interference | Invitado - Junto a Doyoung                        | [ 64 ]        |
| 2021    | House On Wheels Season 3         | Miembro                                           | [ 65 ] [ 66 ] |

### Presentador
| Año  | Evento                                   | Función                  | Ref.   |
| ---- | ---------------------------------------- | ------------------------ | ------ |
| 2020 | 2020 Mnet Asian Music Awards (2020 MAMA) | Presentador de categoría | [ 67 ] |
| 2021 | The Fact Music Awards (2021 TMA)         | Presentador de categoría | [ 68 ] |

### Anuncios
| Año  | Anuncio                 | Notas                                            | Ref.   |
| ---- | ----------------------- | ------------------------------------------------ | ------ |
| 2013 | OCN Ha Jeong-woo CF     | Junto a Kang Tae-oh                              |        |
| 2017 | Blue Mountain' CF shoes | Junto a Cha Eun-woo, Kim Do-yeon y Choi Yoo-jung | [ 69 ] |

### Videos Musicales
| Año  | Intérprete(s)       | Canción         | Ref.          |
| ---- | ------------------- | --------------- | ------------- |
| 2012 | After School        | "Flashback"     |               |
| 2012 | Hello Venus         | "Venus"         |               |
| 2014 | Toy                 | "Reset"         |               |
| 2014 | Toy & Sung Si Kyung | "Three People"  |               |
| 2020 | 10cm                | "Winter Breath" | [ 70 ]        |
| 2021 | Kyuhyun             | "Moving On"     | [ 71 ] [ 72 ] |

### Revistas / sesiones fotográficas
| Año  | Título           | Notas           | Ref.   |
| ---- | ---------------- | --------------- | ------ |
| 2021 | W Korea Magazine | Junto a Doyoung | [ 73 ] |

## Premios y nominaciones
| Año  | Premios                             | Categoría                                                   | Trabajo                    | Resultado | Ref.   |
| ---- | ----------------------------------- | ----------------------------------------------------------- | -------------------------- | --------- | ------ |
| 2017 | 53.os Baeksang Arts Awards          | Mejor actor revelación (televisión)                         | Drinking Solo              | Nominado  |        |
| 2017 | Asia Culture & Economy Grand Awards | Special Acting Award                                        | —                          | Ganador   | [ 74 ] |
| 2017 | 31.os KBS Drama Awards              | Best Actor in a One-Act/Special/Short Drama                 | Individualist Ms. Ji-young | Nominado  |        |
| 2019 | Chunsa Film Art Awards              | Mejor actor revelación                                      | Extreme Job                | Ganador   | [ 75 ] |
| 2019 | 40.os Blue Dragon Film Awards       | Mejor actor revelación                                      | Extreme Job                | Nominado  | [ 76 ] |
| 2019 | Best Star Awards                    | Mejor actor revelación                                      | —                          | Ganador   | [ 77 ] |
| 2020 | 56.os Grand Bell Awards             | Mejor actor revelación                                      | Extreme Job                | Nominado  |        |
| 2021 | SBS Drama Awards                    | Excellence Award, Actor in a MiniSeries Genre/Fantasy Drama | Lovers of the Red Sky      | Nominado  |        |
| 2022 | Korea First Brand Awards            | Male Multi-Entertainer                                      | —                          | Ganador   | [ 78 ] |
| 2022 | Korea First Brand Awards            | Actor (Rising Star)                                         | —                          | Ganador   | [ 78 ] |